# Jorton
Jorton A/S er en dansk entreprenør samt bygge- og anlægsvirksomhed. Virksomheden har hovedkvarter i Aarhus med otte afdelinger i Danmark. Jord- og Betonarbejdernes Kooperative Forretning blev etableret i Aarhus i 1932 af arbejdsløse jord- og betonarbejdere. I dag kendes det som den fondsejede JBH Gruppen A/S, som er selskabet bag Jorton, Hustømrerne og Boligbeton. I 2023 havde Jorton over 600 ansatte og omsatte for 1,76 mia. kroner. De leverer totalentrepriser samt hoved- og fagentrepriser.